# سيدي عبد الله (الجزائر)
سيدي عبد الله هي مدينة جديدة جزائرية تقع جنوب غرب ولاية الجزائر.

## التاريخ
كان «مدينة سيدي عبد الله» عبارة عن قرية صغيرة تقع جنوب غابة زرالدة.
فقامت ولاية الجزائر خلال العام 1997م بإنشاء «المؤسسة العمومية لتهيئة المجمع الجديد في سيدي عبد الله» وجاءت هذه المؤسسة لتتكفل بهذا المشروع عبر الوكالة التي تحصلت عليها قصد تهيئة الموقع وتأطير إنجاز البرامج العمومية والخاصة.

## الموقع
40 كلم غرب الجزائر العاصمة.

## الأهداف
كانت الأهداف المتوخاة من وراء إنشاء مدينة سيدي عبد الله، على بُعد 20 كلم إلى الجنوب الغربي من قصبة الجزائر، تتمثل في تصميم نموذج للتنمية المستدامة عبر إبراز نسيج حضري منفتح لا يعاني من اختناق واكتظاظ الأحياء الموروثة من عهد الاحتلال الفرنسي للجزائر، فقد تم تخصيص حوالي ثُلُث مساحة هذه المدينة الجديدة لإنجاز مساحات خضراء وحدائق عموموية، مع تأسيس مناطق نشاطات متموقعة في أطراف مدينة سيدي عبد الله، ويُعبر هذا المشروع عن سياسة حضرية لتهيئة الإقليم بغرض التمركز الكثيف للسكان في الجزائر العاصمة، والتي تنجر عنها صعوبات في التسيير الحضري بواسطة شبكات المياه والغاز والكهرباء والصرف الصحي والهاتف والألياف البصرية، وكذلك فيما يخص كفاية المنشآت والمواصلات، كما يسمح هذا النوع من المدن الجديدة المندمجة بوقف توسع مدينة الجزائر على حساب المساحات المزروعة والغابية المحيطة بالتجمعات السكنية القديمة.

## المساحة
يتربع مشروع مدينة سيدي عبد الله على مساحة إجمالية مقدارها 7 000 هكتار (70 كلم2).
وتتوزع مساحة هذه المدينة الجديدة على مساحة نشاطات وإحاطة مقدارها 4 000 هكتار (40 كلم2) وهو ما يمثل نسبة 57,14 %، في حين أنه ما تبقى من الرقعة موجه إلى مساحة حضرية وسكنية مقدارها 3 000 هكتار (30 كلم2) وهو ما يمثل نسبة 42,86 %.
وهذه المساحة الإجمالية يحيط بها حزام من خمس بلديات عاصمية هي المعالمة، والرحمانية، والدويرة، والسويدانية، وزرالدة.
توزيع "مدينة سيدي عبد الله" على مساحة 7.000 هكتار (70 كلم مربع)

## الأحياء
تنقسم مدينة سيدي عبد الله إلى أربعة أحياء فرعية لكل واحد منها مركزه البَيِّنُ وطابعه المعماري الخاص.
وتتميز هذه الأحياء الأربعة بقربها من خط سكة الحديد من زرالدة إلى بئر توتة وكذلك الطريق الاجتنابي الجنوبي الأول في العاصمة والطريق الاجتنابي الجنوبي الثاني في العاصمة.

## المواصفات
| رقم | المواصفة | القيمة       |
| --- | -------- | ------------ |
| 01  | السكان   | 280 000 ساكن |
| 02  | الوظائف  | 85 000 وظيفة |
| 03  | الشقق    | 55 000 شقة   |

## الاقتصاد
تقع في «حي سيدي عبد الله» إحدى الحظائر التكنولوجية في ولاية الجزائر.

## السكان
لم يعد «مدينة الجديدة سيدي عبد الله» مجرد تجمع سكني صغير بل صار منطقة تمركز حضري وصناعي معتبر في ولاية الجزائر.

## النقل
يمكن التنقل نحو «مدينة الجديدة سيدي عبد الله» برا عبر العديد من الوسائل، من بينها:
- محطة قطار زرالدة
- محطة قطار تسالة المرجة
- محطة قطار سيدي عبد الله
- محطة قطار جامعة سيدي عبد الله

## البطاقة الفنية

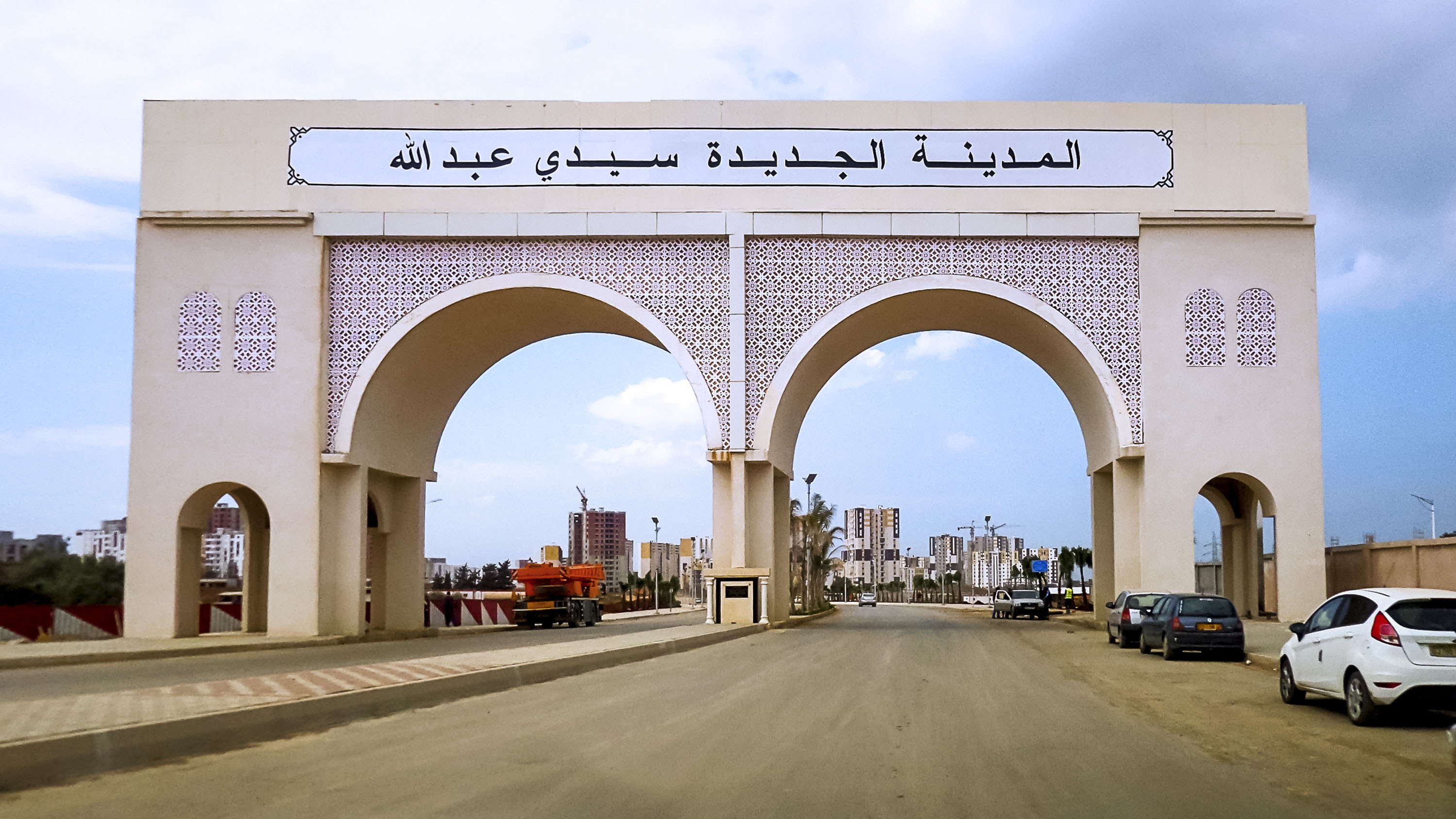
مدخل مدينة سيدي عبد الله

تعد المدينة الجديدة بسيدي عبد الله، النموذج الأول للمدينة الذكية، حيث تحتضن مشاريع سكنية ضخمة في مقدمتها صيغة الترقوي العمومي بأكثر من 5000 آلاف وحدة وصبغة البيع بالإيجار«عدل» بأكثر من 44 ألف وحدة سكنية، أن «مدينة سيدي عبد الله» هي أول نموذج لمدينة ذكية تنجز منذ الاستقلال، مبرزا بأن مدينة «الأحلام» تتوفر على أقطاب صناعية تكنولوجية بأحدث المواصفات العالمية، وأنه سيتم توزيع 10 آلاف سكن بسيدي عبد الله كحصة أولية من صيغة البيع بالإيجار عدل1 مرفوقة بجميع المرافق الاجتماعية من مدارس ومصالح العمومية، أنه تم اعتماد في انجاز هذه الأحياء الذكية على الدقة، ووفق مقاييس عالمية خاصة وكذا مخططات محددة مع إشراك كل التخصصات، أن اعتماد سياسة المدن الذكية في الأحياء يهدف إلى تحسين الظروف المعيشية للمواطن، بحيث أن الطابع السكني القديم يفتقد إلى المرافق الاجتماعية الهامة ما يؤثر سلبا على الحياة اليومية للمواطن، وستحاط المدينة بأكثر من 22 كلم من مياه البحيرات وعدد من الحظائر المائية وتمثل حوالي 1000 هكتار من المساحات الخضراء الحضرية على طول محاور الطرقات الكبرى وحظيرة مركزية (130 هكتار) ربع المساحة القابلة للعمران، كما يحيط بسيدي عبد الله حزام أخضر حضري يمتد عرضه من 300 إلى 500 متر، يضاف إليه 12 ألف هكتار مخصّص للتشجير من أجل استحداث «مناخ مصغر» ومكافحة التصحر، وينص مخطط تهيئة هذه المدينة الجديدة أيضا على إنشاء 21 إقامة عصرية، وستحتضن «سيدي عبد الله» القطب (البيو تكنولوجي) الرابع من نوعه دوليا، وهو يندرج ضمن مشروع شراكة جزائرية أمريكية ستمتد إلى غاية العام 2020، ولن يكتف «قطب الامتياز» بتغطية المتطلبات الدوائية للجزائر فحسب، بل يشمل أيضا أفريقيا والشرق الأوسط على غرار القطبين الجهويين اللذين تمّ إنشاؤهما بكل من سنغافورة وايرلندا.

## معرض الصور

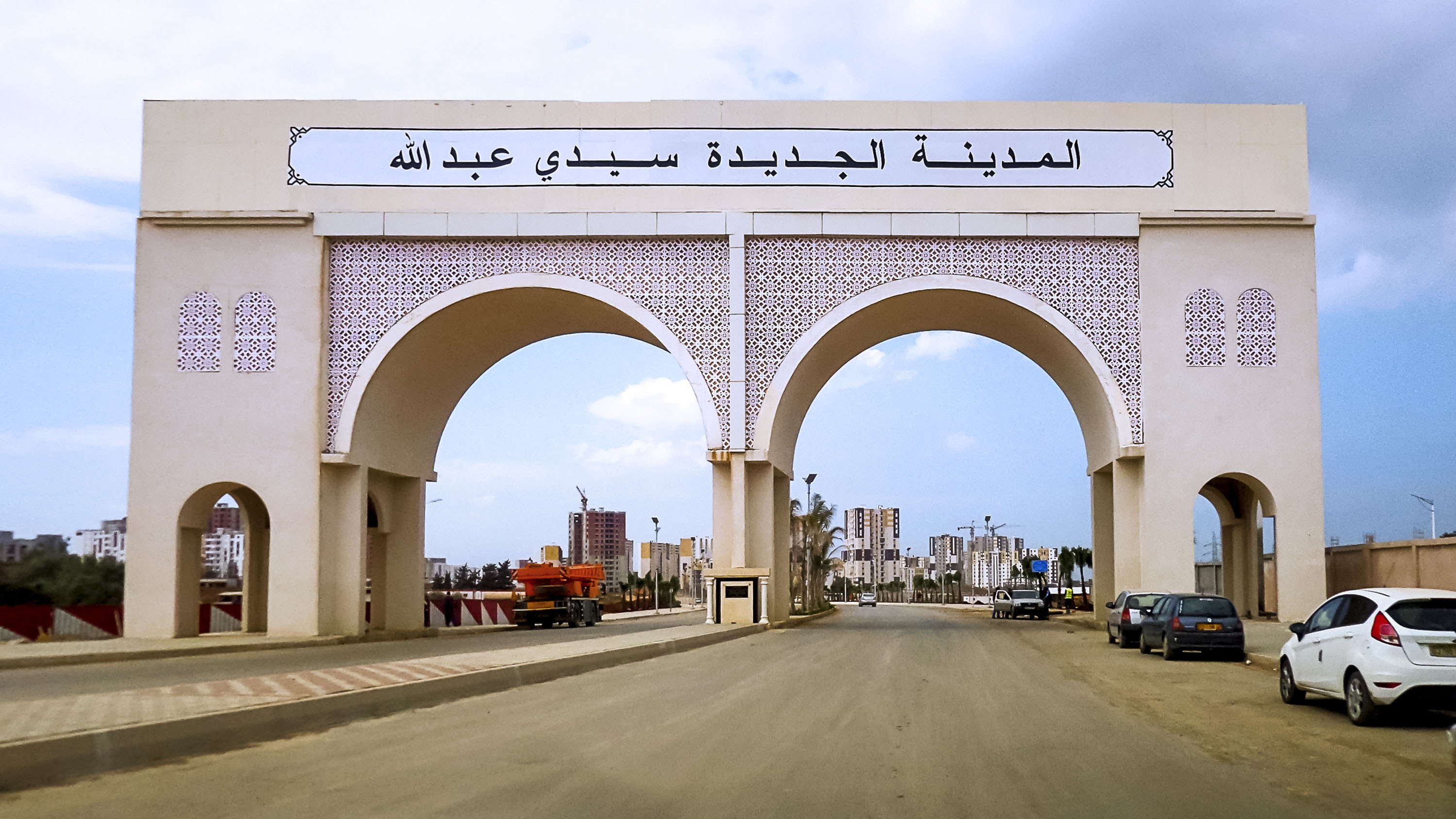
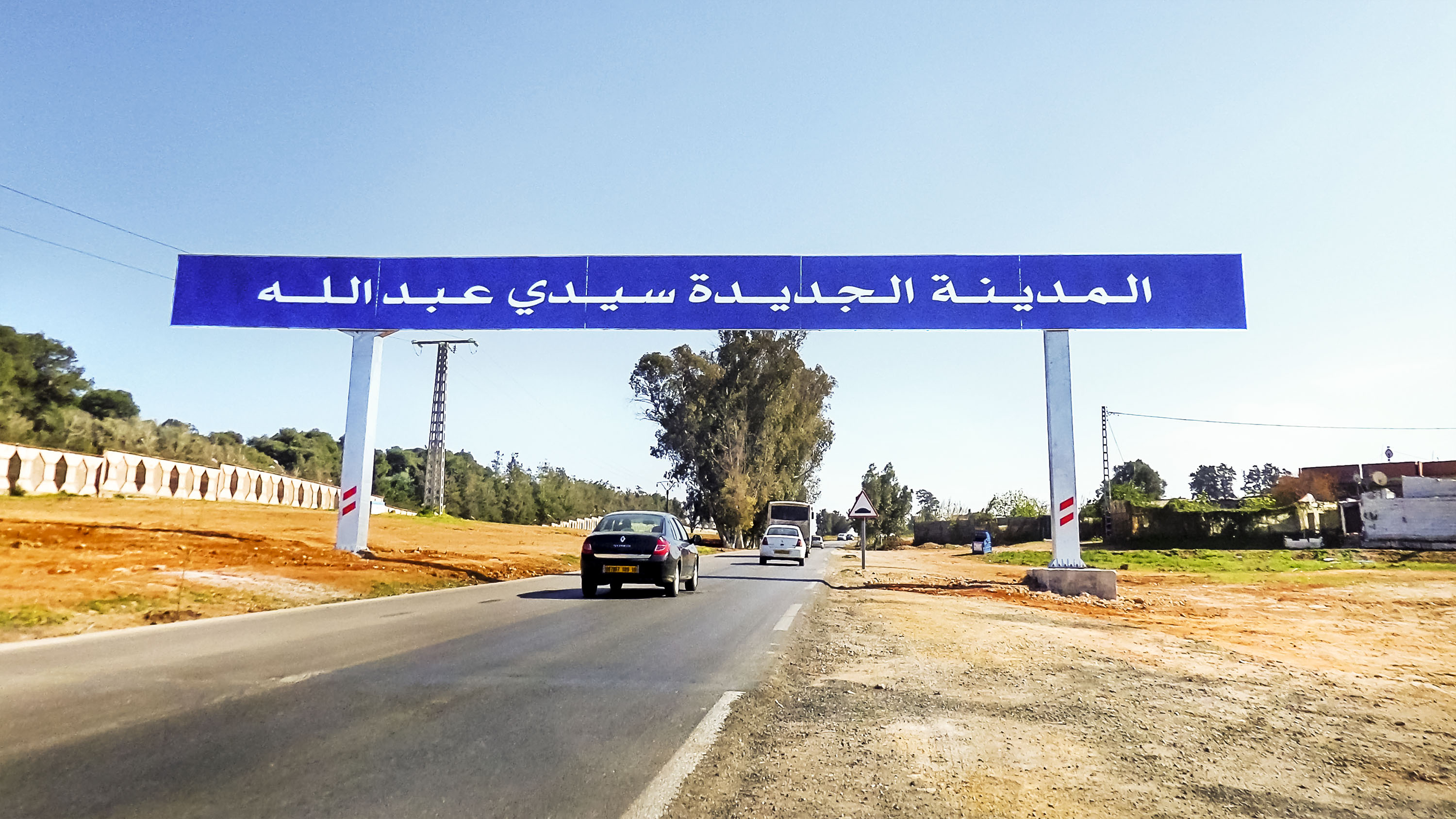
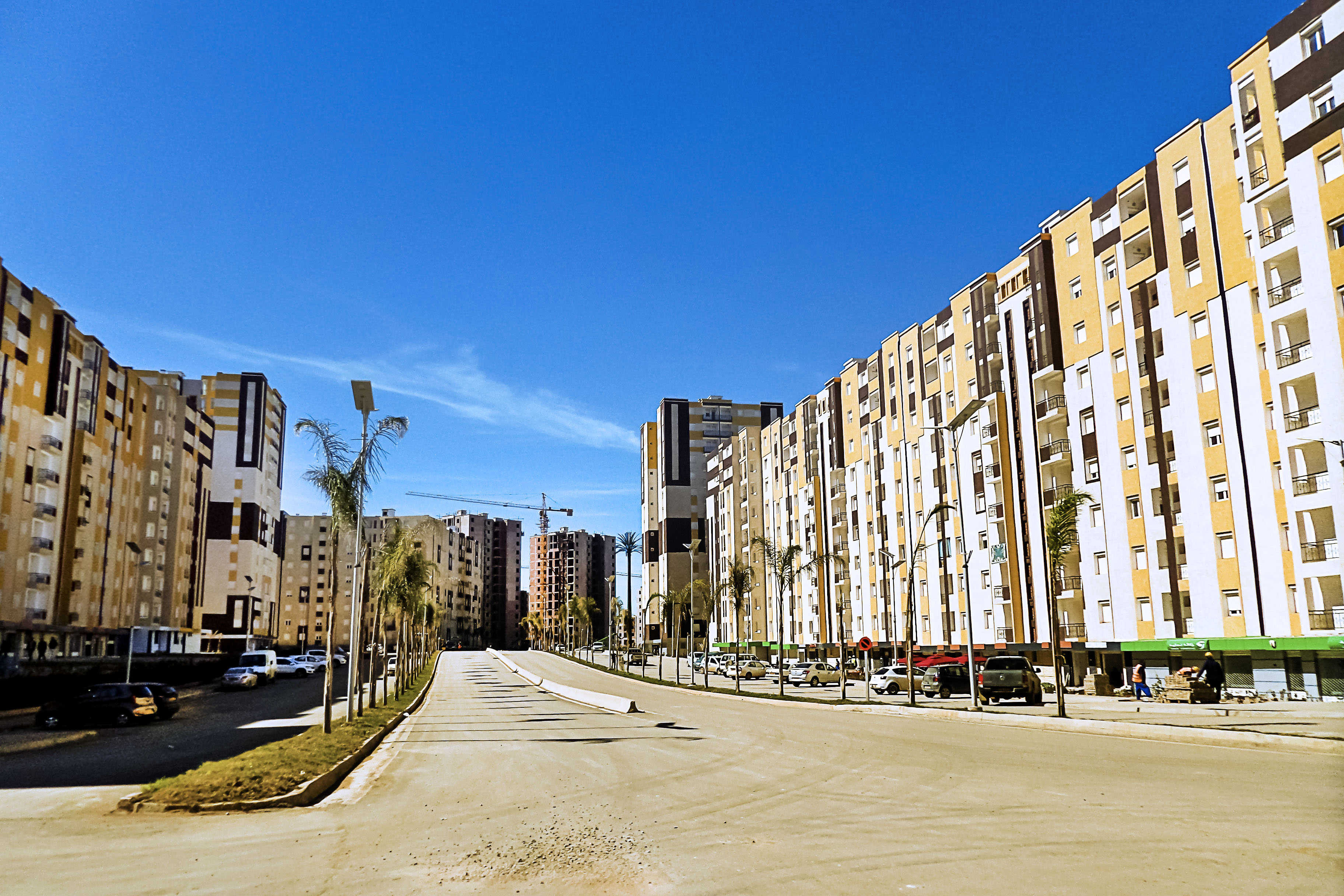
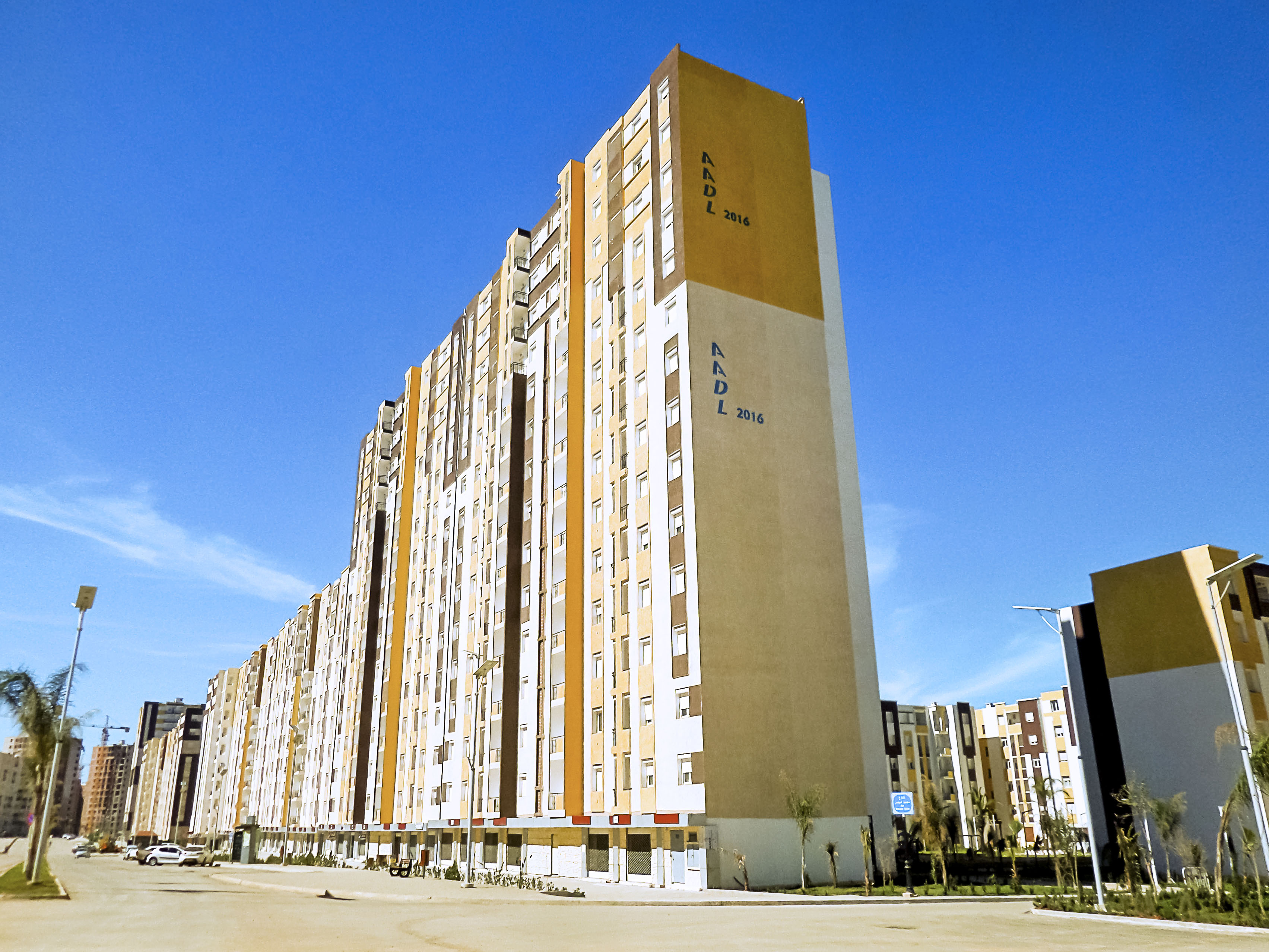
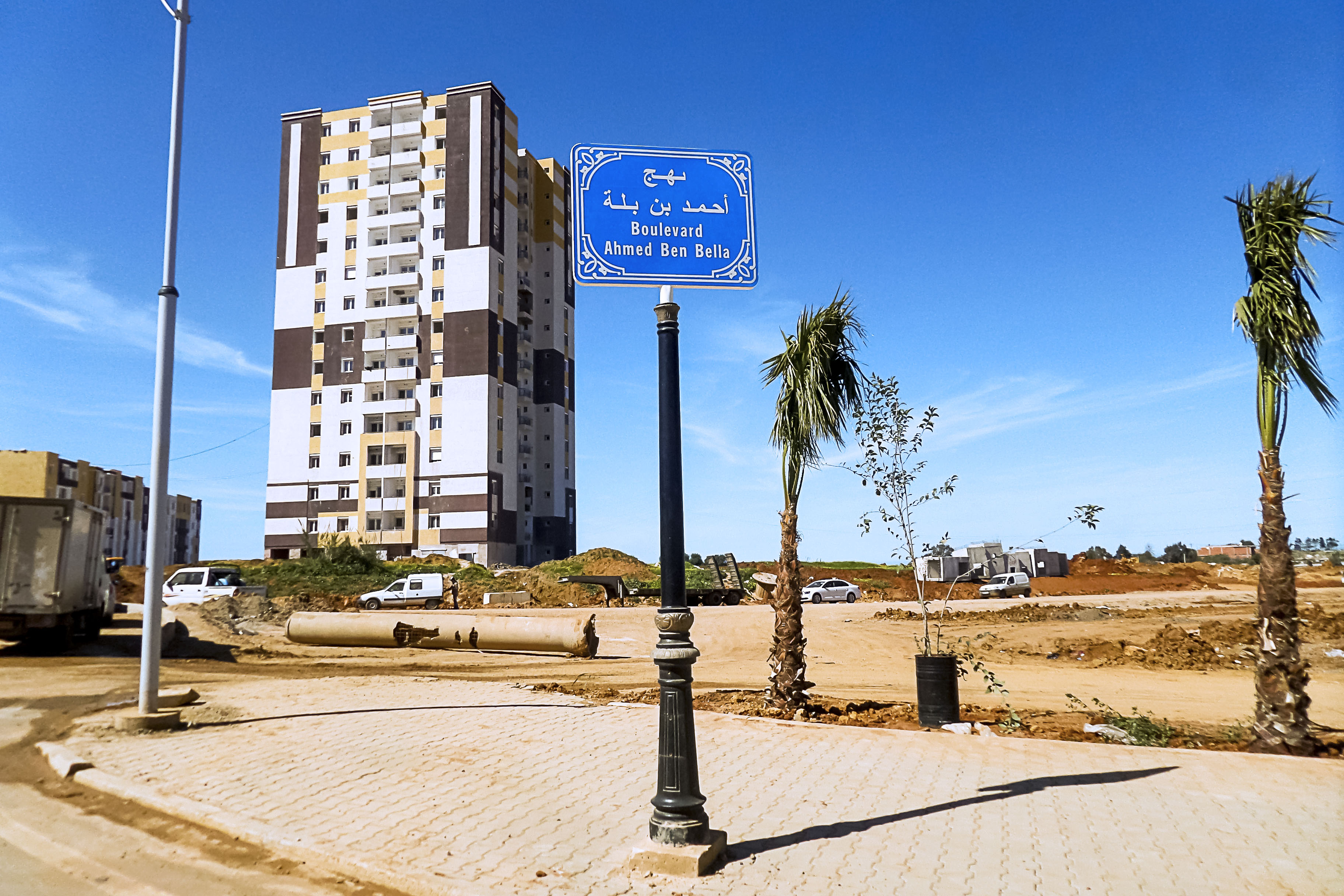
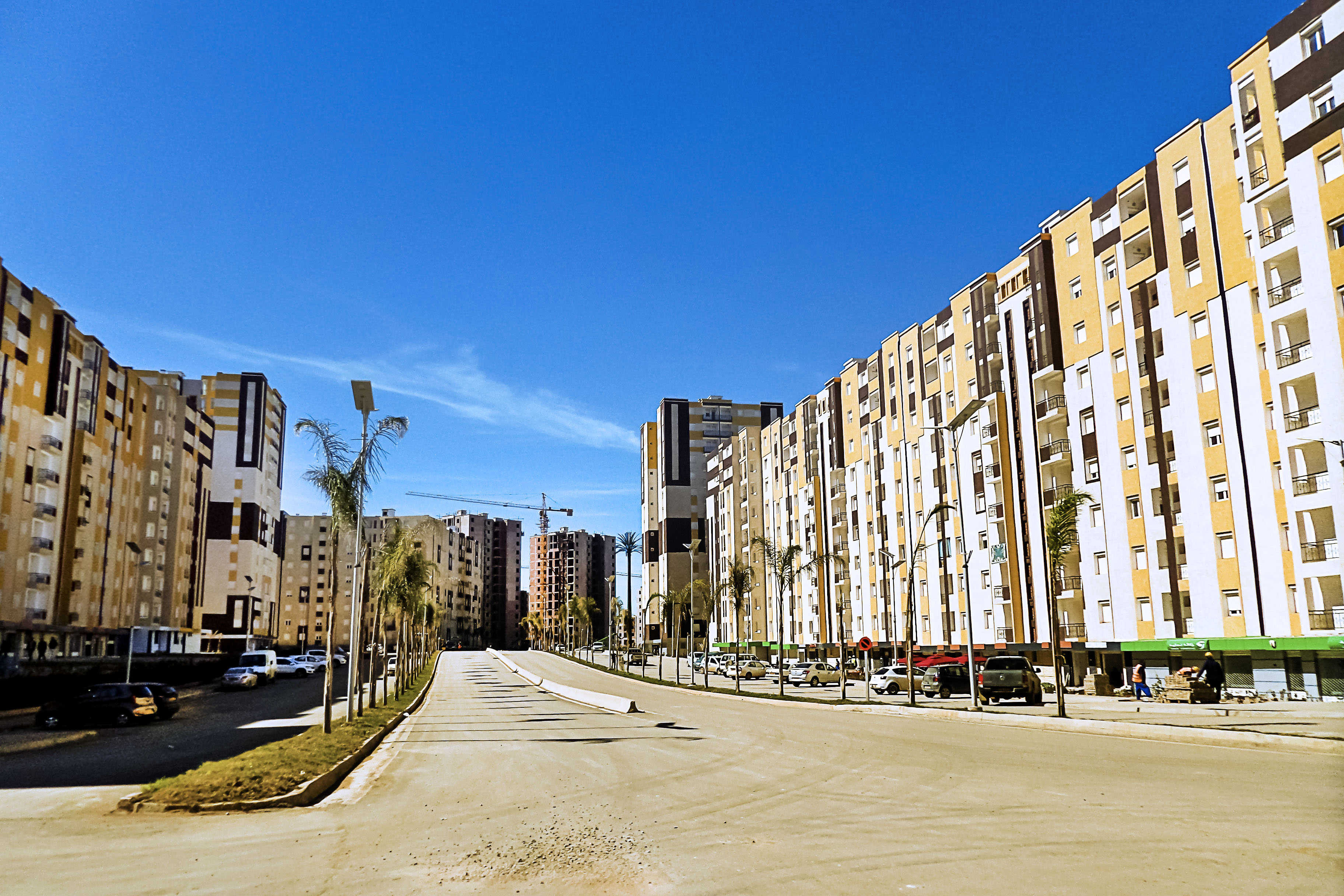
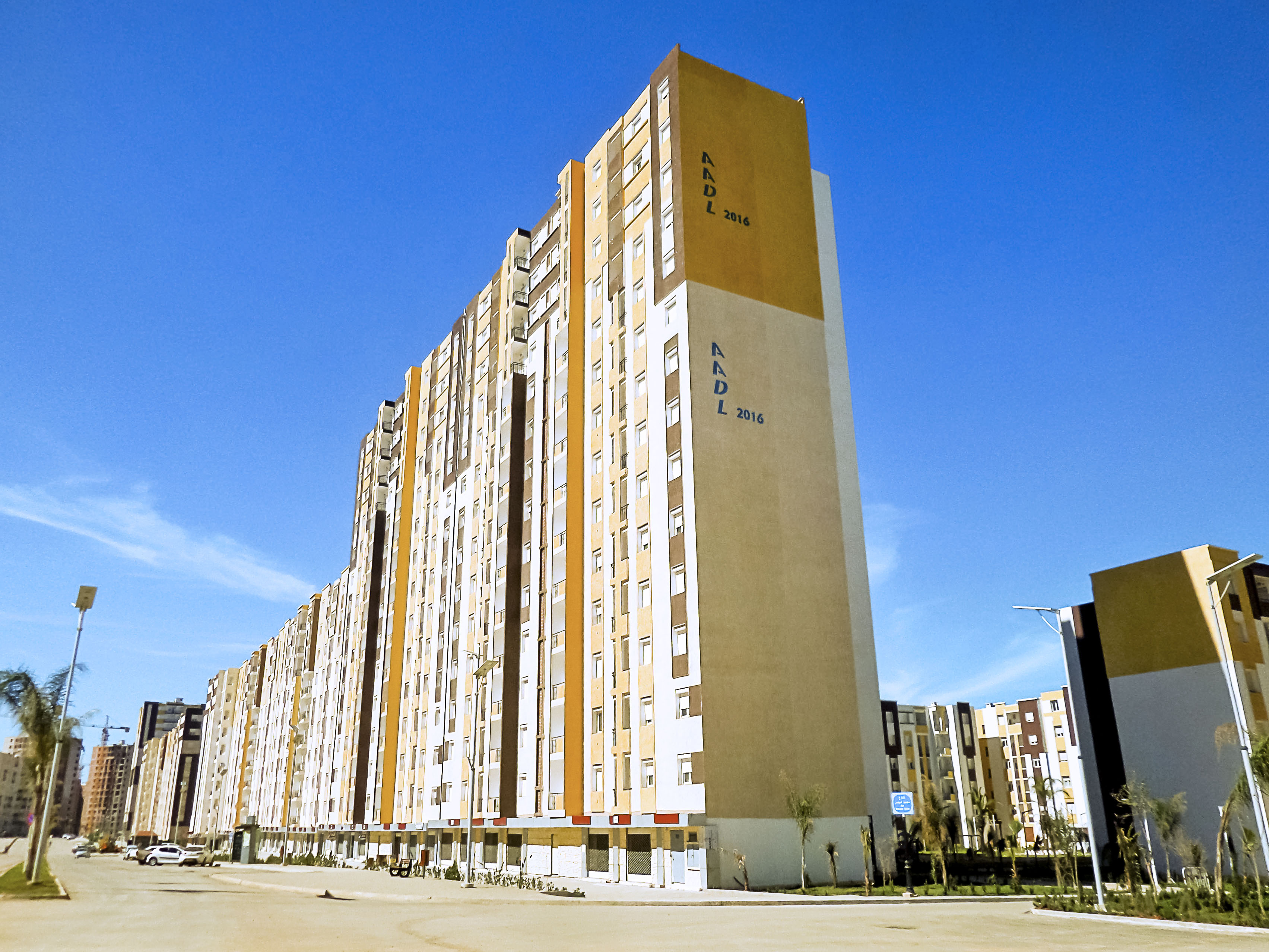
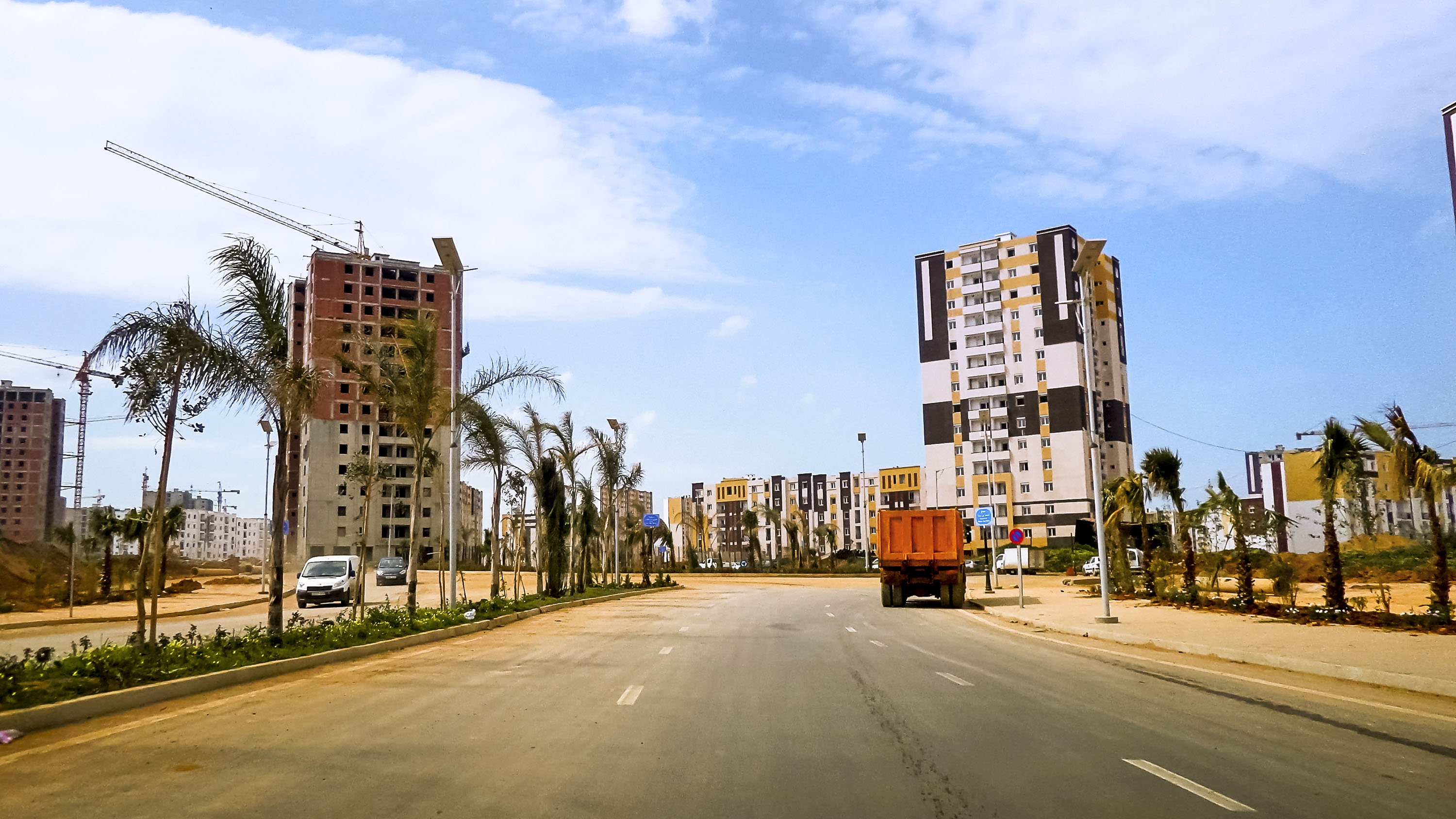
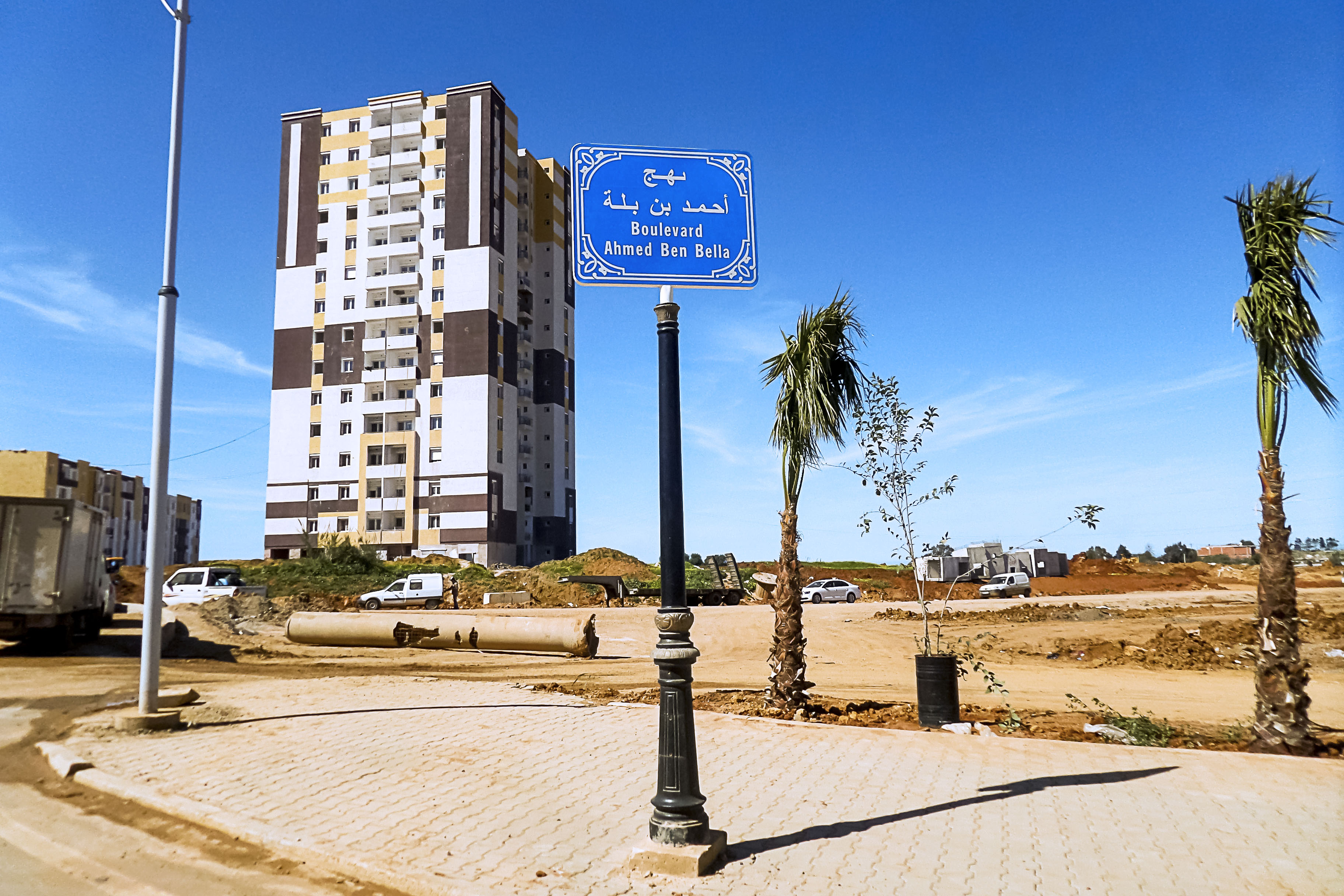
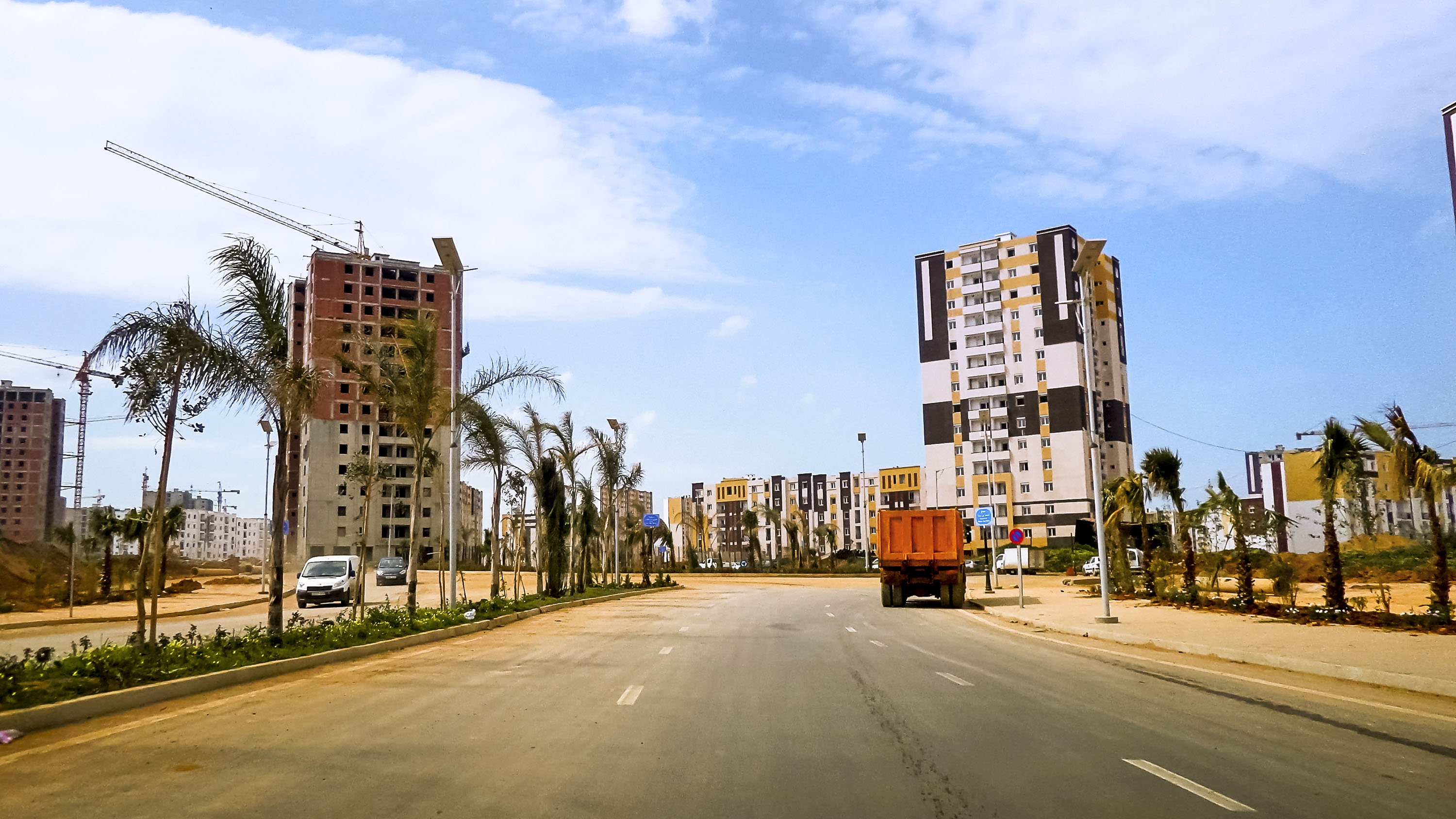
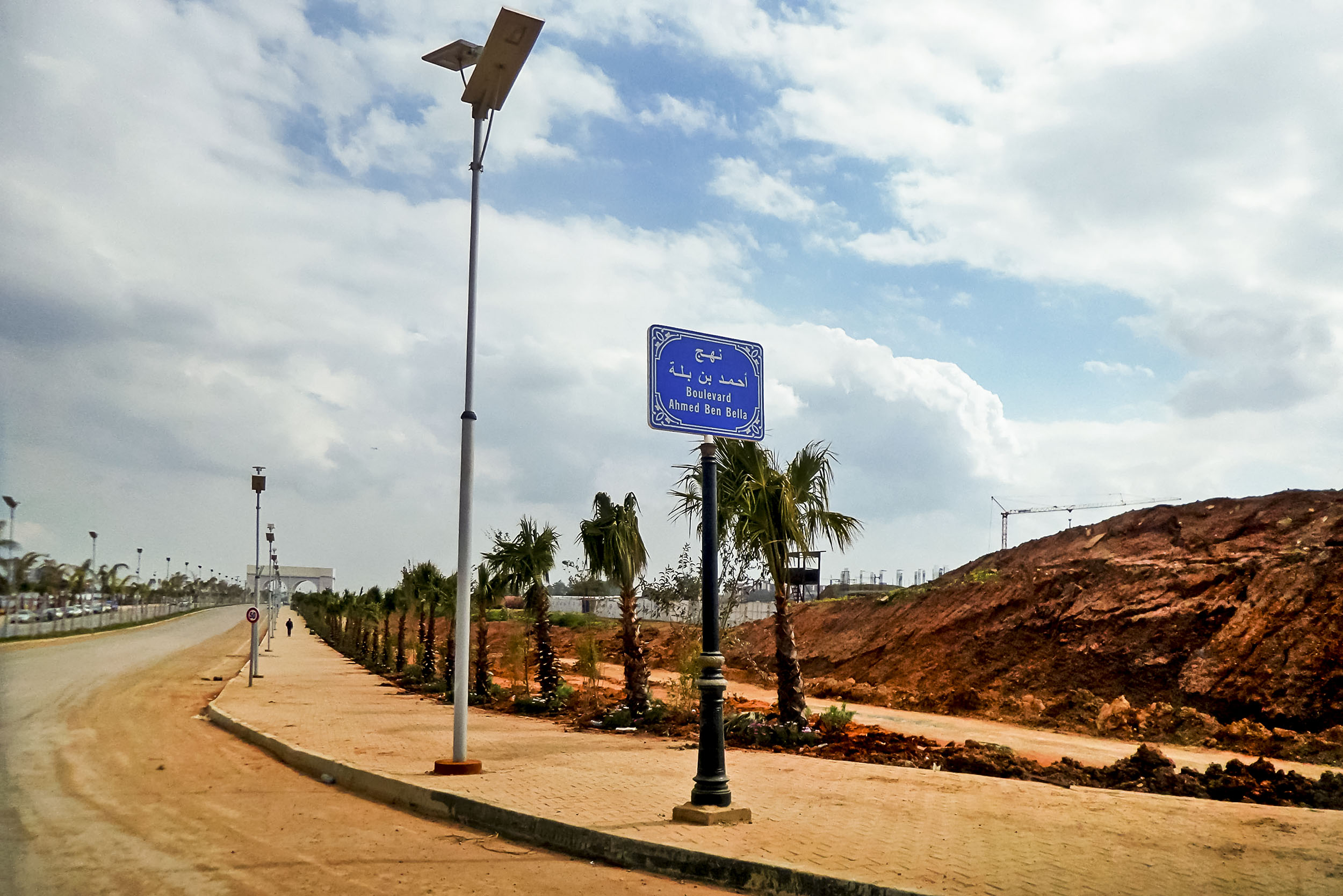
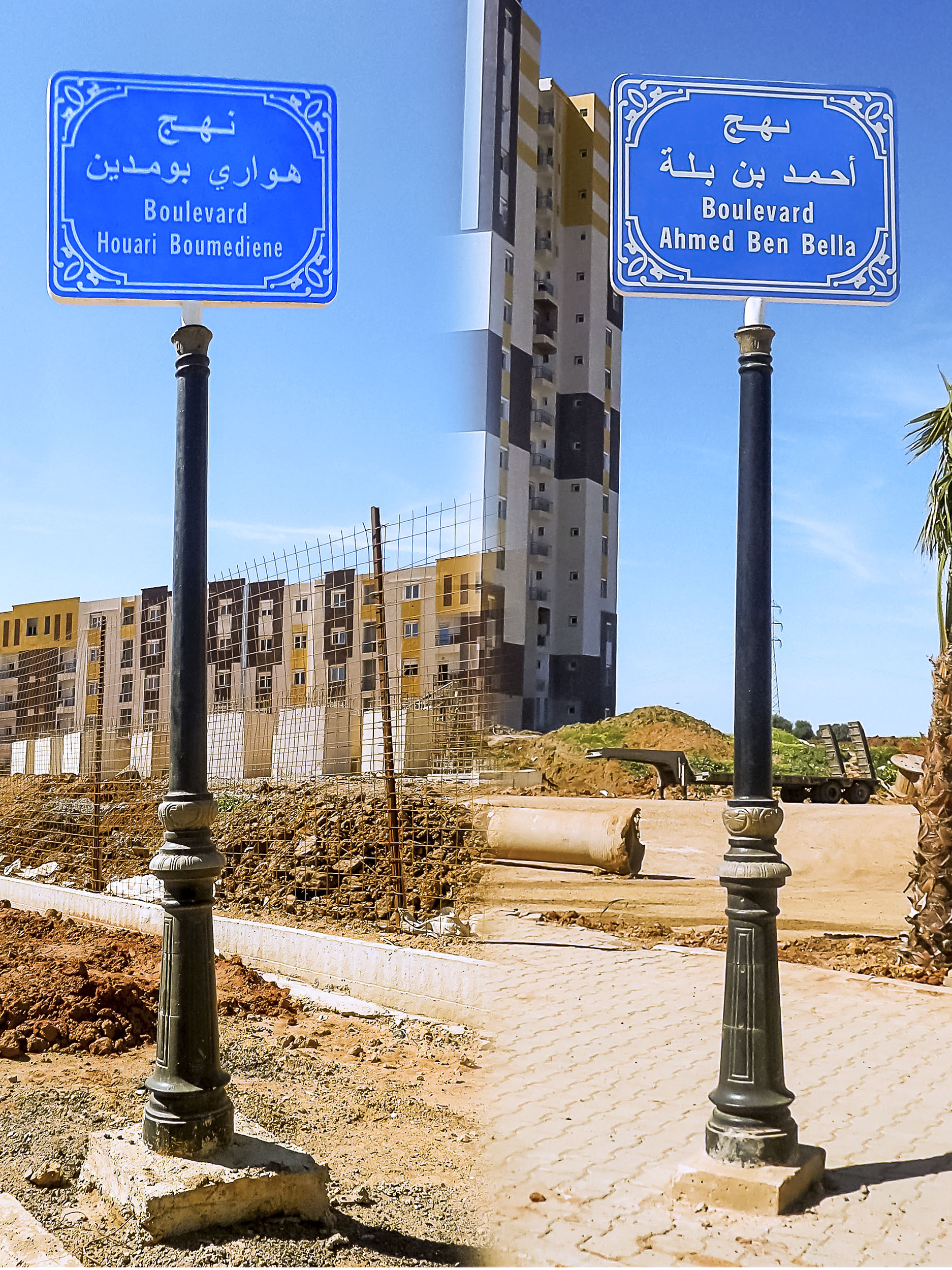

## وصلات خارجية
- الاستلام النهائي للمدينة الجديدة سيدي عبد الله نهاية 2018